# Élections législatives gambiennes de 2007
Les élections législatives gambiennes de 2007 ont eu lieu en Gambie le 25 janvier 2007.
48 membres du parlement ont été élus et cinq autres nommés par le président. 103 candidats avaient été approuvés par la commission électorale indépendante et seul le parti au pouvoir, l'Alliance patriotique pour la réorientation et la construction, a présenté des candidats pour chacun des sièges.

## Résultats
| Parti                                                         | Sièges | Évolution |
| ------------------------------------------------------------- | ------ | --------- |
| Alliance patriotique pour la réorientation et la construction | 42     | -3        |
| Parti démocratique unifié                                     | 4      | +4        |
| Alliance nationale pour la démocratie et le développement     | 1      | -2        |
| Nommés par le président                                       | 5      | 0         |
| Indépendant                                                   | 1      | +1        |
| Total                                                         | 53     |           |

La participation était de 41,7 %.